# Козорезы (Черкасская область)
Козорезы (укр. Козорізи) — посёлок в Драбовском районе Черкасской области Украины.
Почтовый индекс — 19840. Телефонный код — 4738.

## Местный совет
19840, Черкасская обл., Драбовский р-н, с. Перервинцы, ул. Ленина, 23

## История
До 1941 хутор Козорезов.

## Население
Население по переписи 2001 года составляло 24 человека, все назвали украинский язык родным.
В 2021 году проживает 1 человек, 84-летняя Лидия Козорез.